# 鞍作福利
鞍作福利，生卒年不详，飞鳥时代人物，氏姓鞍作村主，他是南梁渡来人司马达等孙、鞍作止利之子。607年（推古天皇15年），日本書纪中他作为翻译与小野妹子出使隋朝，翌年再次出使（送裴世清回国），據称他没再归国。